# Fear, uncertainty and doubt
Fear, Uncertainty and Doubt (spesso abbreviata nell'acronimo FUD) è una frase inglese che identifica, riassumendola nel suo senso letterale ("paura, incertezza e dubbio"), un'intera strategia di marketing basata sulla diffusione di informazioni negative, vaghe o inaccurate sul prodotto di un concorrente, in modo da creare un clima che scoraggi l'acquirente/consumatore a rivolgersi alla concorrenza. La strategia si estende ad altri ambiti, quali, ad esempio, la propaganda politica.
Il concetto può essere assimilato, in un certo senso (in assenza, cioè, di un'esplicita intenzionalità a danneggiare), alla cosiddetta sindrome di Cassandra, che si riferisce riferita alla figura mitologica di Cassandra e alla condizione di chi formula ipotesi pessimistiche ("profeti di sventura") pur nella convinzione di non poter fare nulla per evitare che esse si realizzino (da cui il detto: essere delle Cassandre, o fare le Cassandre).
L'acronimo FUD, a volte, viene sciolto nella frase "Fear, Uncertainty, and Disinformation" (paura, incertezza, e disinformazione).

## Origine del termine
Il termine, spesso restituito con l'acronimo FUD, è una frase d'autore coniata da Gene Amdahl dopo aver lasciato l'IBM per fondare una propria azienda. FUD stava a indicare quella strategia dell'IBM che mirava a screditare la concorrenza (sfruttando la propria posizione dominante) infondendo nei consumatori sentimenti di paura, incertezza e dubbio riguardo a essa.
IBM utilizzò spesso questa tecnica. Per esempio, negli anni sessanta del Novecento la Control Data Corporation presentò il CDC 6600, un sistema dieci volte più veloce delle macchine IBM. La società cercò dapprima di sviluppare un sistema analogo, ma, non riuscendoci, decise di utilizzare la tecnica del FUD. Dichiarò di aver quasi pronto il modello 92, un sistema con prestazioni simili a quelle del CDC 6600 ma compatibile con le precedenti linee IBM. Molti acquirenti erano interessati alla compatibilità e quindi preferirono posporre l'acquisto di nuove macchine per non rinunciarvi e per non effettuare grandi investimenti (un computer di quel tipo, all'epoca, costava anche 10 milioni di dollari) con una ditta poco nota. Comunque, il presidente della CDC comprese la manovra dell'IBM e si rivolse all'antitrust statunitense che l'anno successivo multò IBM per 600 milioni di dollari.
Negli anni novanta questo termine divenne sempre più spesso associato all'azienda informatica Microsoft per via delle dichiarazioni dei suoi dirigenti riguardo alle presunte minacce nei confronti della proprietà intellettuale di organizzazioni che dovessero basare i loro prodotti su una licenza dalla "natura virale" come la GNU General Public License (GPL), ma, soprattutto, per le campagne mirate a scoraggiare gli utenti a utilizzare il sistema operativo Linux invece di Microsoft Windows.
Un altro esempio di FUD è riscontrabile nella battaglia legale di SCO Group contro IBM, basata su presunte violazioni di copyright presenti nel codice sorgente del kernel Linux. In seguito, infatti, la SCO Group ha iniziato a esprimersi con commenti minacciosi nei confronti degli utenti GNU/Linux che non avessero acquistato una licenza SCO UNIX.
Il 14 maggio 2007 due legali di Microsoft hanno dichiarato che Linux infrange oltre 230 suoi brevetti e che i clienti potrebbero essere costretti a rispondere delle violazioni. Molti ritengono che anche queste dichiarazioni ricadano sotto la strategia del FUD, dato che Microsoft non ha dichiarato quali brevetti vengano violati, limitandosi, quindi, ad affermazioni e dichiarazioni generiche, che, pur non potendo essere verificate, possono instillare, nei potenziali utilizzatori, dubbi e timori di minacce legali.

## Il FUD in altri campi
Benché abbia origini nel settore del marketing informatico, in seguito il termine è stato usato anche in altri contesti, persino non economici. Ad esempio, può essere considerata FUD una campagna elettorale di uno schieramento politico che miri a screditare gli avversari, in modo da intaccare o far vacillare la loro credibilità. 
Il termine viene utilizzato anche nell'ambito delle criptovalute e principalmente Bitcoin. Il fud in questo caso viene utilizzato ciclicamente con notizie false e poco vicine alla realtà.[senza fonte]